# Tomium

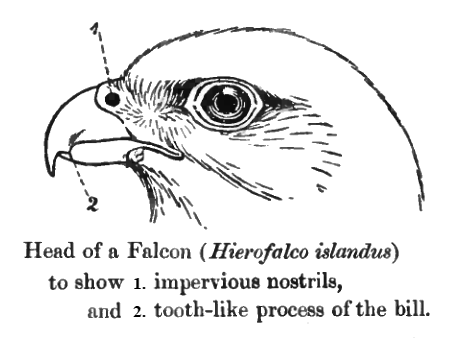
Illustration av falkens näbb där nr.2 är tomialtanden.

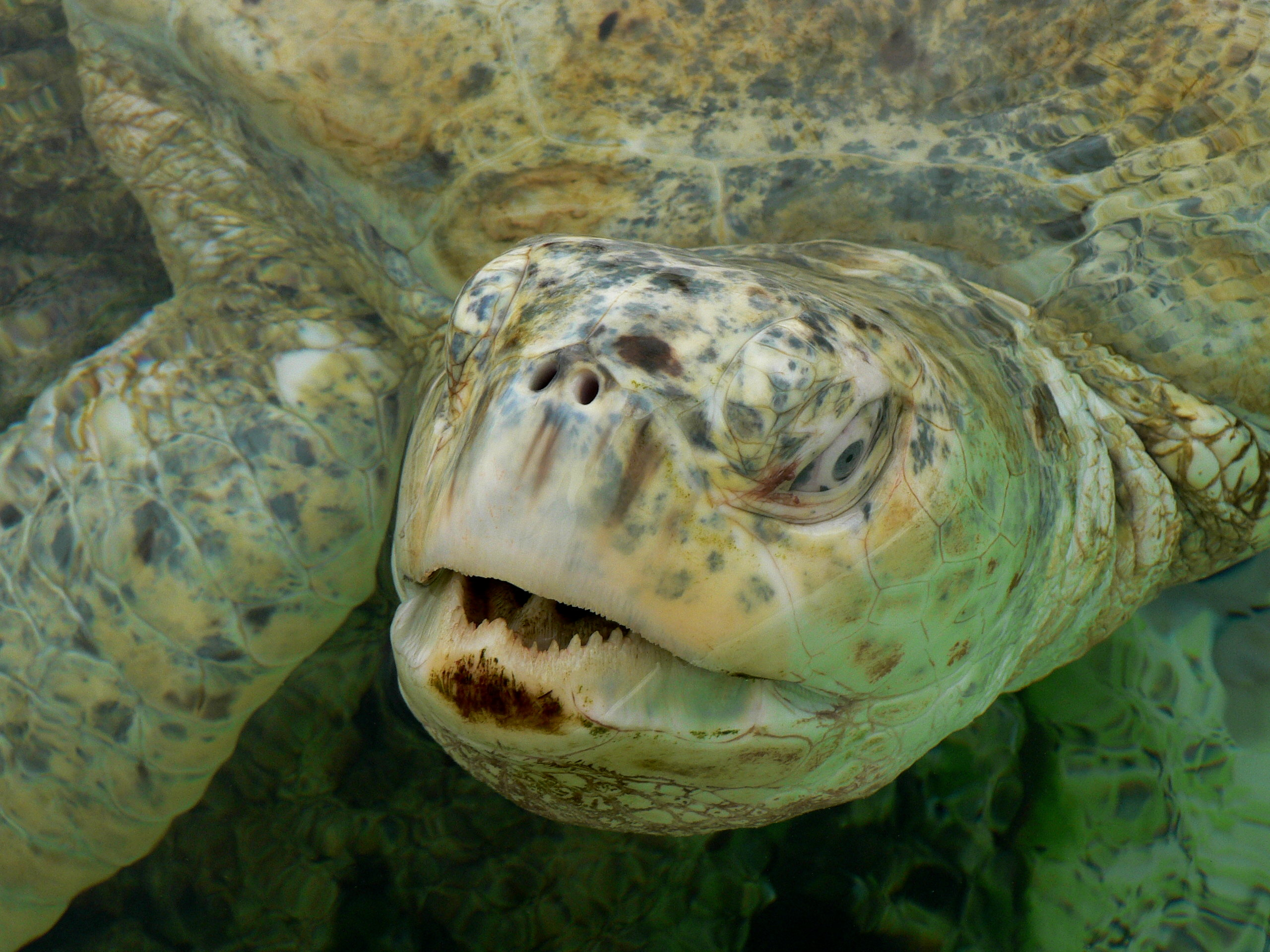
Tomialtänderna syns här på denna gröna havssköldpadda.

Tomium (plural tomia), eller tomialtand, är de skärande ytor som finns på näbben hos fåglar och sköldpaddor.
Hos fåglar finns en mängd olika typer, från sågtandade hos skrakar, med åsar som hos fröätare till triangelformade hos falkar, törnskator etc. Hos exempelvis falkar, törnskator och papegojor sitter tomium, precis innanför den krökta näbbspetsen på vardera sidan i övre näbbhalvan och passar motsvarande urgröpningar i nedre näbbhalvan. Hos skrakar och gäss är tomium smala sågtandsliknande "tandrader". 
Hos sköldpaddor är tomia hornslidor som sitter i övre och nedre käken. Hos vissa havssköldpaddor har tomium i nedre käken en vass sågtandad kant som korresponderar mot en kraftfull ås på insidan i övre tomium. Denna anatomiska anpassning underlättar när sköldpaddan betar sjögräs.

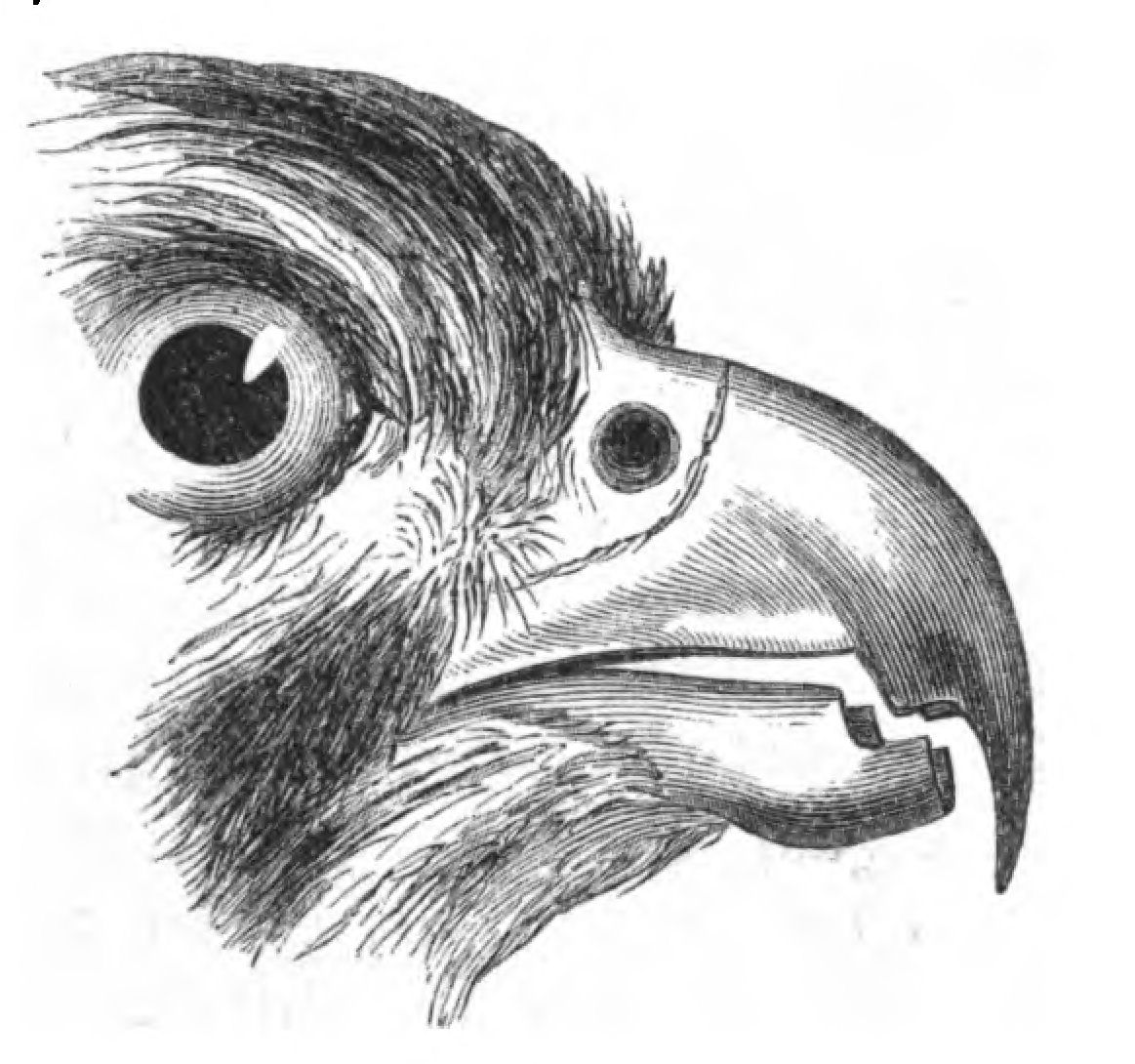
Illustration som visar hur tomialtanden passar in i en urgröpning i nedre näbbhalvan.
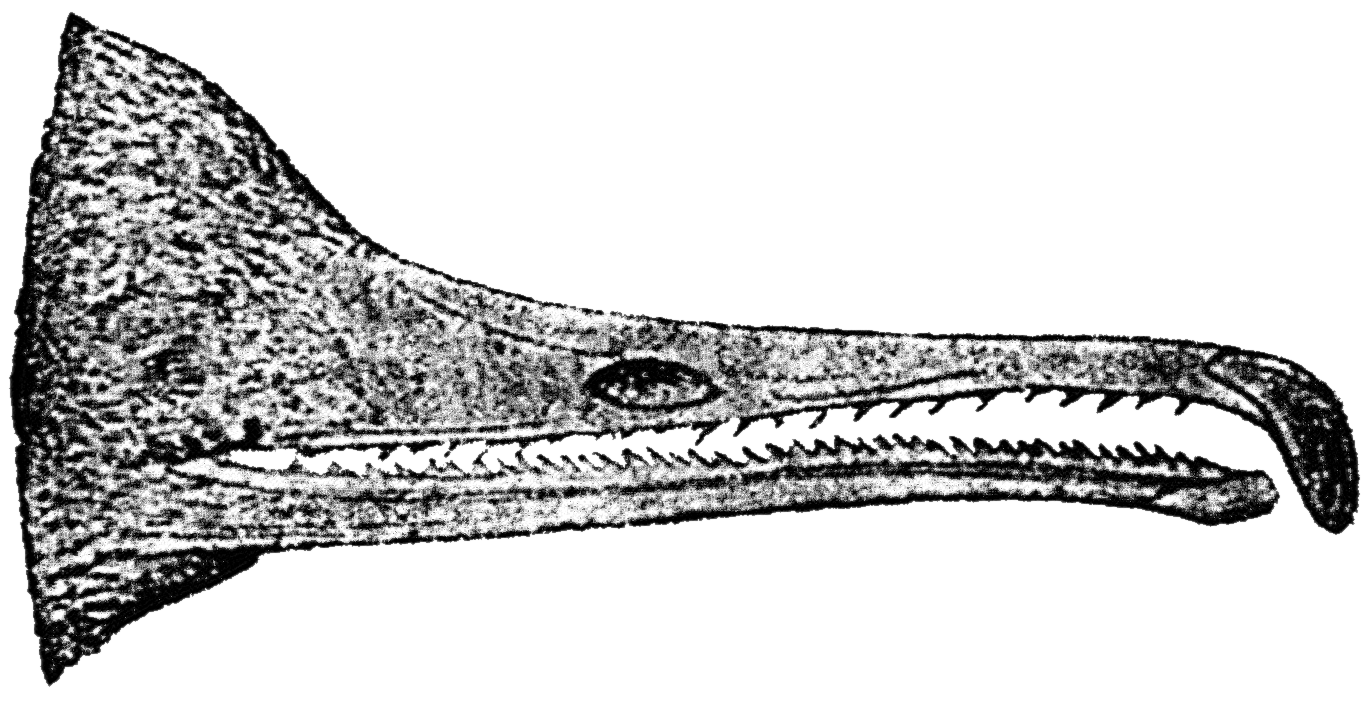
Illustartion av tomium hos skrake.